# Patrizio Sala
Pour les articles homonymes, voir Sala.
Patrizio Sala (né le 16 juin 1955 à Bellusco, dans la province de Monza et de la Brianza en Lombardie) est un footballeur italien. Il évoluait au poste de milieu de terrain défensif.

## Biographie
Durant sa carrière Patrizio Sala a joué pour le Torino FC, l'UC Sampdoria, la Fiorentina, Pise, Cesena et Parme. 
Avec le Torino, il a été sacré Champion d'Italie en 1976.
Il a été sélectionné à plusieurs reprises en équipe d'Italie. Sa première apparition en équipe nationale a eu lieu le 25 septembre 1976 lors d'un match face à la Yougoslavie. Il a participé à la Coupe du monde 1978 qui se déroulait en Argentine. L'Italie finit quatrième de l'épreuve.